# Alfa de Cronbach

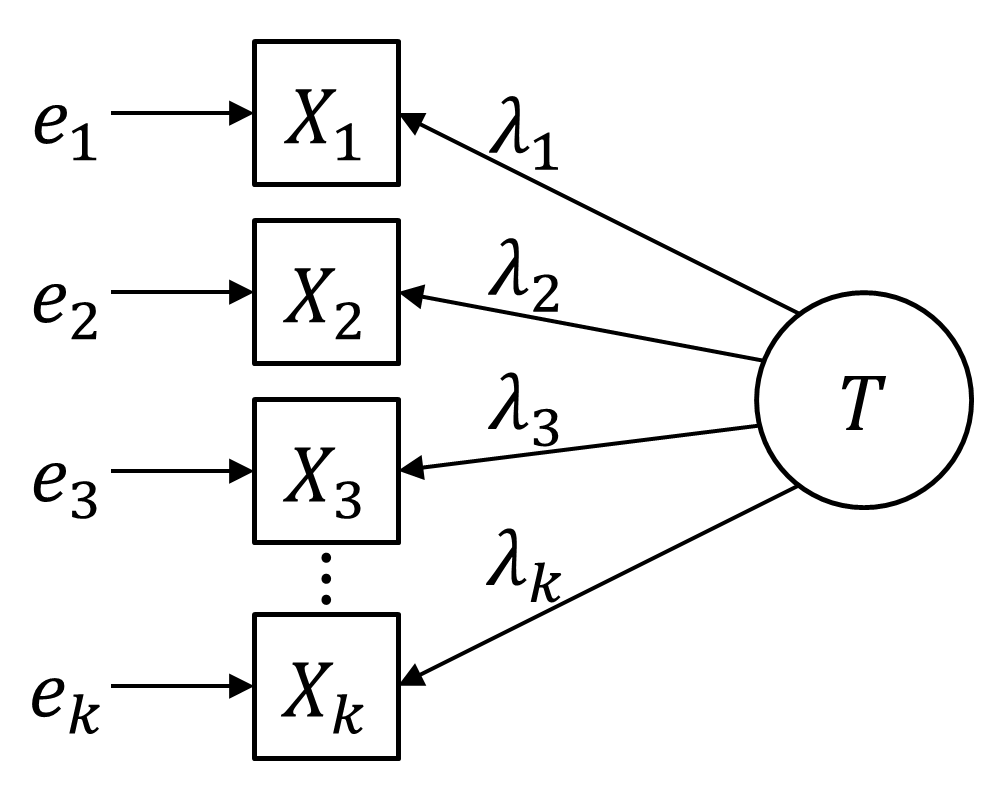
Un modelo de medición equivalente a tau es un caso especial de un modelo de medición congenérico, asumiendo por la presente que todas las cargas factoriales son iguales, i.e.

En psicometría, el Alfa de Cronbach es un coeficiente que sirve para medir la fiabilidad de una escala de medida, y cuya denominación Alfa fue realizada por Cronbach en 1951; aunque sus orígenes se encuentran en los trabajos de Hoyt (1941) y de Guttman (1945).

## Contexto
Un investigador trata de medir una cualidad no directamente observable (por ejemplo, la inteligencia) en una población de sujetos. Para ello mide n variables que sí son observables (por ejemplo, n respuestas a un cuestionario o un conjunto de n problemas lógicos) de cada uno de los sujetos. 
Se supone que las variables están relacionadas con la magnitud inobservable de interés. En particular, las n variables deberían realizar mediciones estables y consistentes, con un elevado nivel de correlación entre ellas.
El alfa de Cronbach permite cuantificar el nivel de fiabilidad de una escala de medida para la magnitud inobservable construida a partir de las n variables observadas. 

## Formulación
El alfa de Cronbach no deja de ser una media ponderada de las correlaciones entre las variables (o ítems) que forman parte de la escala. Puede calcularse de dos formas: a partir de las varianzas (alpha de Cronbach) o de las correlaciones de los ítems (Alpha de Cronbach estandarizado). Hay que advertir que ambas fórmulas son versiones de la misma y que pueden deducirse la una de la otra. El alpha de Cronbach y el alpha de Cronbach estandarizados, coinciden cuando se estandarizan las variables originales (ítems).

### A partir de las varianzas
A partir de las varianzas, el alfa de Cronbach se calcula así:
{\displaystyle \alpha =\left[{\frac {k}{k-1}}\right]} {\displaystyle \left[1-{\frac {\sum _{i=1}^{k}S_{i}^{2}}{S_{t}^{2}}}\right],}
donde,
- {\displaystyle S_{i}^{2}} es la varianza del ítem i.
- {\displaystyle S_{t}^{2}} es la varianza de los valores totales observados.
- {\displaystyle k} es el número de preguntas o ítems.

### A partir de las correlaciones entre los ítems
A partir de las correlaciones entre los ítems, el alfa de Cronbach estandarizado se calcula así:
{\displaystyle \alpha _{est}={\frac {kp}{1+p(k-1)}},}
donde
- {\displaystyle k} es el número de ítems.
- {\displaystyle p} es el promedio de las correlaciones lineales entre cada uno de los ítems (se tendrán {\displaystyle [k(k-1)]/2} pares de correlaciones).

## Interpretación de la formulación
Lo deseable para crear una escala fiable es que los ítems estén muy correlacionados entre sí. El nivel máximo de correlación se alcanza cuando los ítems {\displaystyle X_{1},\dots ,X_{k}} son todos iguales. Cuanto más próximo esté el alfa de Cronbach a 1, más consistentes serán los ítems entre sí. Si los ítems fuesen independientes entre sí, por lo que no miden el constructo en el mismo sentido y no constituyen conjuntamente una escala fiable), entonces se tendría que {\displaystyle S_{t}^{2}=\sum _{i=1}^{k}S_{i}^{2}} y el valor de alfa sería 0.
Hay que advertir que el alfa de Cronbach puede llegar a alcanzar valores negativos de existir parejas de ítems negativamente correlacionados.

## Interpretación
El alfa de Cronbach no es un estadístico al uso, por lo que no viene acompañado de ningún valor p que permita rechazar la hipótesis de fiabilidad en la escala. No obstante, cuanto más se aproxime a su valor máximo, 1, mayor es la fiabilidad de la escala. Además, en determinados contextos y por tácito convenio, se considera que valores del alfa superiores a 0,7 o 0,8 (dependiendo de la fuente) son suficientes para garantizar la fiabilidad de la escala.

## Condiciones para hacer Alfa
Este alfa siempre se hará por escalas de tal manera que, a modo de ejemplo, en el test STAI de ansiedad rasgo y ansiedad estado publicado por TEA, se llevarían a cabo dos índices de consistencia (el alfa correspondiente a ansiedad rasgo y el alfa correspondiente a ansiedad estado).
Ahora bien, para poder calcular la fiabilidad de un test, este debe cumplir con dos requisitos previos:
1. Estar formado por un conjunto de ítems que se combinan aditivamente para hallar una puntuación global (esto es, la puntuaciones se suman y dan un total que es el que se interpreta).
2. Todos los ítems miden la característica deseada en la misma dirección. Es decir, los ítems de cada una de las escalas tienen el mismo sentido de respuesta (a mayor puntuación, más ansiedad, por ejemplo; este sentido de respuesta viene especificado en el manual del test).

A modo de ejemplo, ocurre que cuando se redacta un test con respuestas tipo Likert (pongamos 0=nada a 3=mucho), se observan ítems de la siguiente forma:
- "Me siento calmado" → contestar con 3 significaría poca ansiedad (a más puntuación, menos ansiedad).
- "Me siento tenso" → contestar con 3 significaría mucha ansiedad (a más puntuación, más ansiedad).

El segundo ítem es el que se corresponde con el sentido de respuesta especificado en el manual, pero como el primero no cumple esa relación, deberá ser invertido para que el test así tenga todos los ítems con el mismo sentido y se pueda, pues, calcular el índice de consistencia o Alfa de Cronbach. (Este proceso de cambio de sentido se llevaría a cabo, en el SPSS, programa estadístico más popular entre los psicólogos, mediante una recodificación de datos).

## Análisis
Para el análisis de resultados, se recomienda lanzar los estadísticos. Al hacerlo, obtendremos dos tipos de resultados: los estadísticos de los ítems y de la escala y los estadísticos de los ítems en relación con el valor total. Estas dos tablas de resultados serán fundamentales para la interpretación y posible reformulación del test. Para ello es necesario explicar dos conceptos:
1. Coeficiente de correlación lineal: Mide el grado y la dirección de la asociación lineal entre dos variables cuantitativas.
2. Correlación Item-Total Corregido: Esta correlación es de gran relevancia porque indica la correlación lineal entre el ítem y el puntaje total (sin considerar el item en evaluación) obtenido por los jueces indicando la magnitud y dirección de esta relación. Los estudios empíricos de Borg (1963),[4] que consideran tamaños muestrales iguales o mayores a 100, mostraron que las correlaciones iguales o mayores a 0,35 suelen ser estadísticamente significativas al 1% (Cohen & Manion, 2002[5]).

Una baja correlación entre el ítem y el puntaje total puede deberse a diversas causas, ya sea de mala redacción del ítem o que el mismo no sirve para medir lo que se desea medir.

## Cálculo del alfa de Cronbach con R
El código para calcular el alfa de Cronbach de un conjunto de ítems con R es:
```
library( multilevel )         # paquete que contiene la función cronbach \
data(bhr2000)                 # cargamos un conjunto de datos de ejemplo9
cronbach(bhr2000[,
2
:
11
])      # calculamos el alfa de Cronbach

```

La salida del código anterior es:
```
$Alpha
[
1
] 
0.87982

$N
[
1
] 
5400

```

El conjunto de datos tiene 5400 observaciones y el alfa de Cronbach de los ítems elegidos es 0,88.